# Helena Harrysson
Gertrud Helena Harrysson, född Helen Lundgren 25 januari 1953 i Simrishamn, är en svensk författare. Hon har varit verksam som rektor inom skola och förskola och har bland annat skrivit böcker om föräldraskap.
Harrysson var tidigare gift Hjorth och verksam i Vardagsgruppen.